# Mesorhaga caerulea
Mesorhaga caerulea är en tvåvingeart som beskrevs av Van Duzee 1930. Mesorhaga caerulea ingår i släktet Mesorhaga och familjen styltflugor.
Artens utbredningsområde är Connecticut. Inga underarter finns listade i Catalogue of Life.